# خواكيم كوهن
خواكيم كوهن (بالألمانية: Joachim Kühn)‏ هو عازف جاز وعازف بيانو وملحن ألماني، ولد في 15 مارس 1944 في لايبزيغ في ألمانيا.

## وصلات خارجية
- الموقع الرسمي
- خواكيم كوهن على موقع ميوزك برينز (الإنجليزية)
- خواكيم كوهن على موقع أول ميوزيك (الإنجليزية)
- خواكيم كوهن على موقع ديسكوغز (الإنجليزية)